# مطبخ إسباني

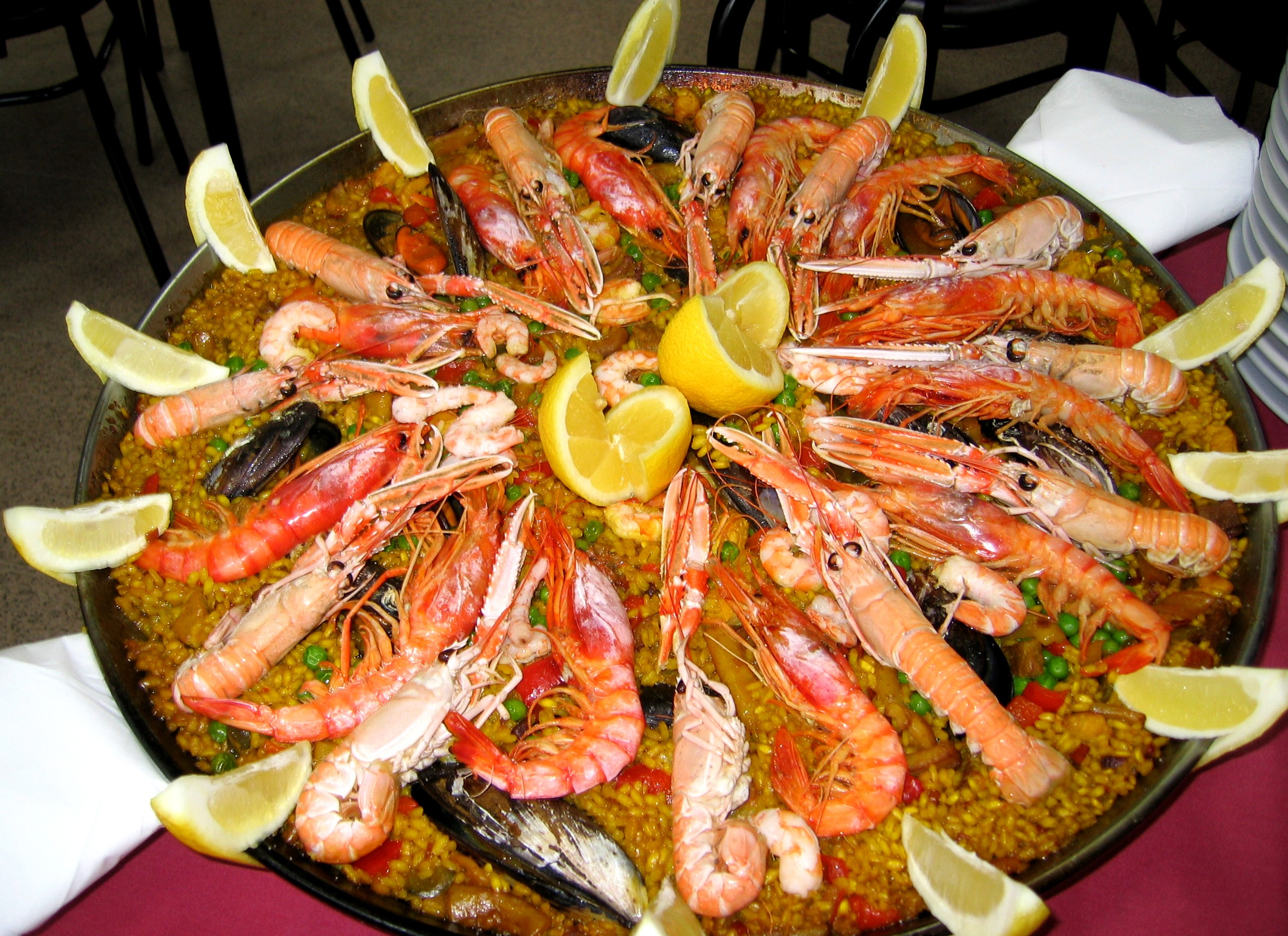
صينية بايلا للمأكولات البحرية ومعناها بالعربة "البقية"، يدخل فيها الروبيان والأرز ومختلف الخضروات.

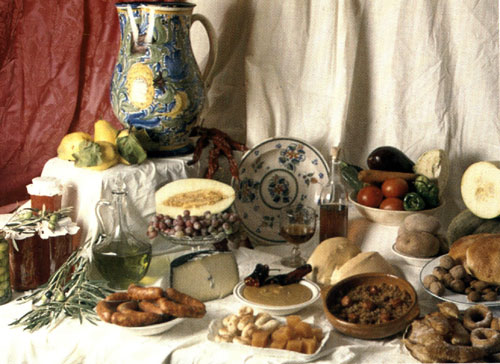
غاسترونوميا مانجيغا

المطبخ الإسباني (بالإنجليزية:Spanish cuisine) ينتمي المطبخ الإسباني إلى مطابخ حوض البحر الأبيض المتوسط التي تتميز بكثرة خضرواتها وفاكهتها، كما تشكل فيه المأكولات البحرية عنصرا أساسيا. ووجود الزيتون وزيت الزيتون في تلك المنطقة يميزها عن غيرها.
وقد عاشت إسبانيا وتعايشت مع ثقافات بلدان أخرى مما أثر على طرق طهيها المأكولات أيضا ونتج عنها ألاف من الوصفات طيبة المذاق والشهية. ويتميز المطبخ الإسباني باستخدامة الخضروات والأسماك الطازجة ويستعمل الأعشاب التي تعطي المأكولات نكهة طيبة. ولا تدخل الشطة بطريقة أساسية في الطبخ الإسباني بعكس المطبخ المكسيكي أو بعض المطابخ العربية بالرغم من التشابه الكبير بين تلك المطابخ.
.
تتغير مائدة الطعام بين شمال إسبانيا وجنوبها. ففي الشمال تدخل اللحوم والدهون في الطعام وأما الجنوب فيتصف بانتمائه إلى حوض البحر الأبيض المتوسط وكثر فيه أكل الأسماك والأحياء البحرية.

## خصائص المطبخ الإسباني
من أهم خصائص المطبخ الإسباني:
- سلطانيات الشوربة وتحتوي على الخضروات والبندق اللوز.
- الكثير من السمك والجمبري وبلح البحر التي تضم في تحضيرها الخضروات.
- استعمال زيت الزيتون في تجهيز المأكولات.
- استعمال الزيتون الأسود والأخضر لإعطاء نكهة مميزة للطعام.
- يستعمل إكليل الجبل وقليل من التوابل والأعشاب الخضراء.
- الخضروات وتشكيلاتها مقطعة قطعاً صغيرة ومحتفطة بقوامها (قليل أن تضرب أو تفرم).
- الخضروات الغالبة هي الباذنجان والفلفل الرومي بأنواعه الحمراء والصفراء والخضراء والبازلاء، والفاصوليا الخضراء والجافة الحمراء والبيضاء.
- كثرة استعمال الثوم في بعض الأكلات.

ومن النادر تقديم صلصة، وتقدم السلطات بدون توابل ما عدا زيت الزيتون والخل والملح والفلفل الأسود.

## الأطباق الإسبانية

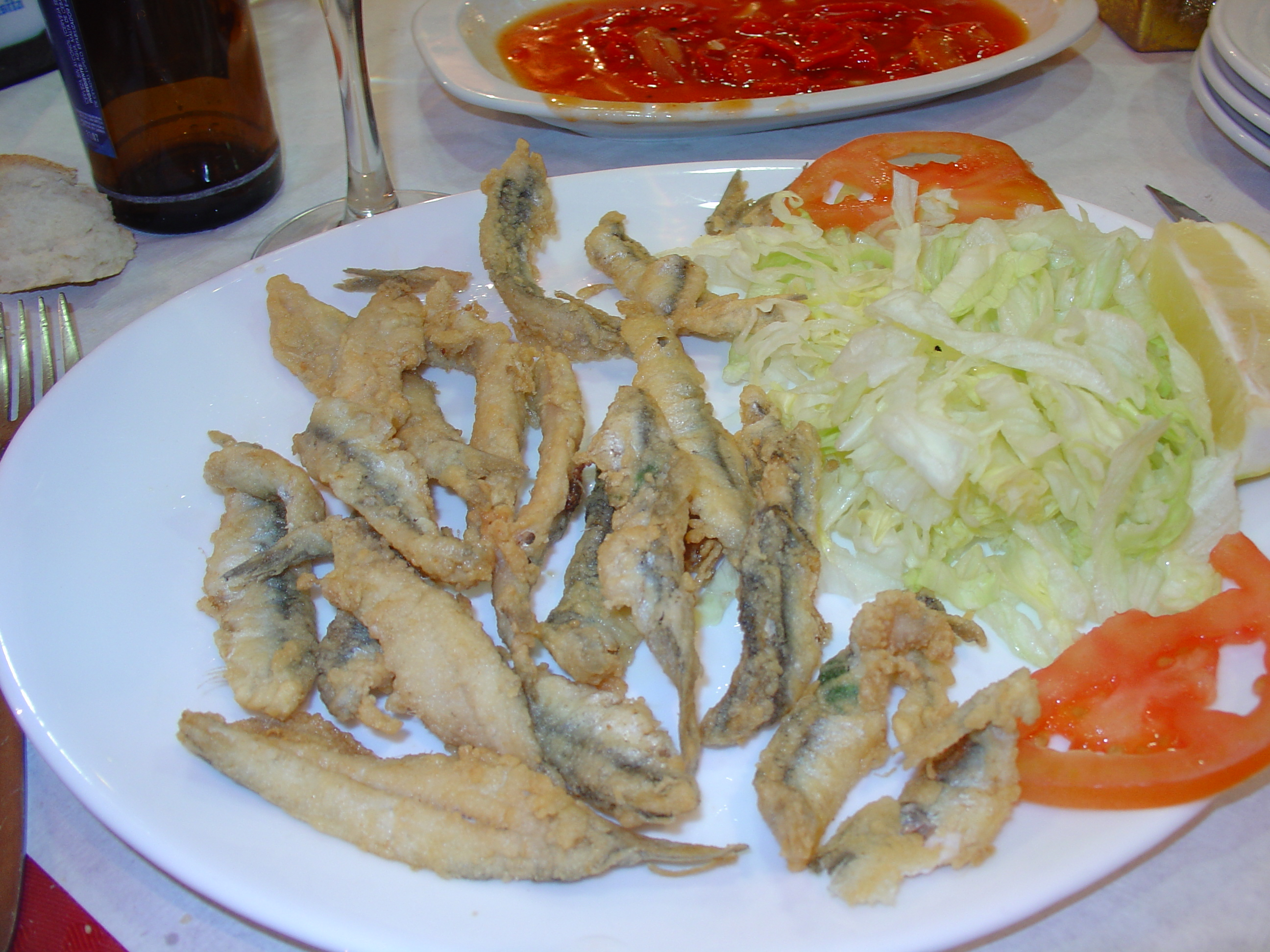
الطبق الأندلسي بيسايتو فريتو.

يحتوي المطبخ الإسباني على عدد كبير ومتنوع جداً من الأطباق منها:
- بايلا (أرز بالزعفران).
- تُرتية البطاطا (عجة البطاطا).
- بوتيفارا.
- تاباس

## وصلات خارجية
- خريطة إسبانيا ومعلومات عن المطبخ الإسباني في مناطق متفرقة
- مقدمة عن الطعام في إسبانيا وخصائص المطبخ الإسباني نسخة محفوظة 10 ديسمبر 2020 على موقع واي باك مشين.